# Podlokanj
Podlokanj (izvirno srbsko Подлокањ; madžarsko Podolkány) je naselje v Srbiji, ki upravno spada pod Občino Novi Kneževac; slednja pa je del Severnobanatskega upravnega okraja.

## Demografija
V naselju, katerega izvirno (srbsko-cirilično) ime je Подлокањ, živi 173 polnoletnih prebivalcev, pri čemer je njihova povprečna starost 44,0 let (40,4 pri moških in 47,1 pri ženskah). Naselje ima 84 gospodinjstev, pri čemer je povprečno število članov na gospodinjstvo 2,58.
To naselje je, glede na rezultate popisa iz leta 2002, večinoma srbsko.
|  |

| Demografija | Demografija     | Demografija     |
| Leto        | Št. prebivalcev | Št. prebivalcev |
| ----------- | --------------- | --------------- |
|             |                 |                 |
|             |                 |                 |
|             |                 |                 |
|             |                 |                 |
| 1948        | 502             |                 |
| 1953        | 501             |                 |
| 1961        | 457             |                 |
| 1971        | 331             |                 |
| 1981        | 274             |                 |
| 1991        | 172             | 172             |
| 2002        | 218             | 217             |
|             |                 |                 |

| Etnična sestava po popisu iz leta 2002 | Etnična sestava po popisu iz leta 2002 | Etnična sestava po popisu iz leta 2002 | Etnična sestava po popisu iz leta 2002 | Etnična sestava po popisu iz leta 2002 |
| -------------------------------------- | -------------------------------------- | -------------------------------------- | -------------------------------------- | -------------------------------------- |
| Srbi                                   | Srbi                                   |                                        | 211                                    | 97,23%                                 |
| Jugoslovani                            | Jugoslovani                            |                                        | 5                                      | 2,30%                                  |
| Madžari                                | Madžari                                |                                        | 1                                      | 0,46%                                  |
| Neznano                                | Neznano                                |                                        | 0                                      | 0,0%                                   |